# Maison des Œuvres
La maison des Œuvres est un monument situé dans la ville du Puy-en-Velay dans le département de la Haute-Loire.

## Histoire
La cippe antique de l'escalier est inscrite au titre des monuments historiques par arrêté du 23 septembre 1949.